# Josep Roig Trinxant
Josep Roig Trinxant (Barcelona, 20 d'abril de 1916 - Barcelona, 4 de febrer de 1986) fou un enginyer industrial i cineasta amateur català.

## Biografia
Josep Roig Trinxant neix a Barcelona el 20 d'abril de 1916. Viu a Ripollet, on en seus pares tenen una fàbrica d'embotits. S'aficiona a la fotografia, i estudia Enginyeria Industrial a Barcelona.
El febrer de 1936, als 20 anys, retrata a Barcelona els esdeveniments relacionats amb les Eleccions generals espanyoles de 1936. S'uneix al comitè de la CNT/AIT de Cerdanyola-Ripollet. Un any més tard, compagina els estudis en la universitat amb el treball de cartògraf a la Generalitat de Catalunya. S'afilia a la UGT i el PSUC. Durant la guerra civil, realitza tasques de tècnic industrial químic i meteorologia al Servei Sanitari Antigàs de la Generalitat de Catalunya. És detingut per agents del Servei d'Informació Militar i acusat d'espionatge, alta traïció i derrotisme, però el tribunal l'absolt i es reincorpora a les seves tasques tècniques. Amb posterior és novament detingut per les mateixes raons, i a l'espera del judici és internat a una les txeques barcelonines, fins que el gener de 1939 és traslladat a Girona. Finalitzada la guerra civil, s'afilia a la Falange Española a Ripollet. És nomenat agent d'investigació i vigilància, i desenvolupa les seves tasques a les comissaries de Barcelona. Acaba denunciant els abusos per part dels comandaments policials a la població civil.
El 1945 contrau noces amb Rosa Marqués, amb la que té tres fills: Albert, Xavier, i Santiago.
A partir de 1959 desenvolupa la seva carrera professional com a enginyer industrial, on va ser cap de la delegació d'Indústria a Oviedo, al mateix temps que es dedica intensament a la seva condició de cineasta amateur.
Mor el 4 de febrer de 1986 a Barcelona.

## Activitat cinematogràfica amateur
Després d'una primera etapa dedicada a cobrir esdeveniments d'actualitat, Josep Roig Trinxant es converteix en un prolífic cineasta de successos quotidians, com les celebracions i les vacances familiars. De la primera etapa destaquen els documentals Transportes (1950), l'enregistrament de curses de motociclisme, esports, i la filmació de Pax (1952), coincidint amb el Congrés Eucarístic de Barcelona. Pel que fa a la segona etapa, consten diversos enregistraments d'activitats familiars durant les vacances, actes religiosos, celebracions i visites turístiques.
El 1955 assisteix al XIV Certamen de Cinema Amateur UNICA, a Angers, produeix el film Tren de chapa (1955), i el 1957 participa en el IX Festival International du Film Amateur de Cannes. El 1968 filma la pel·lícula amateur Homenatge a Salvador Dalí. La seva productora de cinema amateur era Cinema Technos.

## Fons
La Filmoteca de Catalunya conserva el seu fons personal amb documentació relacionada amb la seva vocació de cineasta i fotògraf amateur, inclou fotografies, retalls de premsa, correspondència, escrits personals i professionals, fullets de concursos, mapes turístics, medalles dels congressos que va assistir, menús de restaurants signats, telegrames, tres àlbums amb el seu fons organitzat i targetes de presentació de diverses personalitats del cinema amateur.
L'Arxiu Fotogràfic del Centre Excursionista de Catalunya conserva un fons de 15.000 imatges en blanc i negre en negatius d'acetat de 35 mm, més de 3.500 diapositives a color de 35 mm, unes 300 còpies en paper de gelatina i plata, i una conjunt de fitxes tècniques elaborades pel mateix Roig Trinxant.